# Rainer Schwarting
Rainer Schwarting (* 27. Juli 1955 in Berlin) ist ein deutscher Neuropsychologe und Hochschullehrer der Philipps-Universität Marburg.

## Leben
Schwarting bestand 1974 sein Abitur am Gymnasium Josephinum in Hildesheim. Er begann 1976 ein Studium der Psychologie an der Universität Hamburg. Sein Diplom erwarb er 1982 an der Heinrich-Heine-Universität Düsseldorf. Nach einigen Jahren als wissenschaftlicher Angestellter am Institut für Physiologische Psychologie wurde er ebenfalls in Düsseldorf zum Dr. rer. nat. promoviert. Nach weiteren fünf Jahren als wissenschaftlicher Assistent erwarb er 1993 in Düsseldorf mit seiner Habilitation die Venia legendi in Psychologie.
1994 bis 1998 war er mit einem Heisenberg-Stipendium ausgestattet und leitete 1996 bis 1999 eine Forschungsgruppe im Biologisch-Medizinischen Forschungszentrum der Universität Düsseldorf. Seit 1999 ist er Professor für Allgemeine und Biologische Psychologie an der Philipps-Universität Marburg. Seine wissenschaftlichen Schwerpunkte sind: Basalganglienfunktionen und -dysfunktionen, Biopsychologie von Lernen, Gedächtnis, Motivation und Emotion, Individualität im Tiermodell, Psychopharmakologie, Neuropsychoimmunologie. Er ist mit seinem Team beteiligt an dem mit EU-Fördergeldern finanzierten Projekt zur Erforschung der molekularen Ursachen der Epilepsie: „Micro-RNAs in der Pathogenese, Therapie und Vorbeugung der Epilepsie“ (EpiMiRNA).
Schwarting ist Mitglied der wissenschaftlichen Fachgesellschaften: Neurowissenschaftliche Gesellschaft, Deutsche Gesellschaft für Psychologie, Neurotoxicity Society, European Brain and Behaviour Society, European Behavioural Pharmacology Society sowie der Society for Neuroscience. Er übernahm Gutachterfunktionen für die Alexander-von-Humboldt-Stiftung, die Leibniz-Gemeinschaft, das Kultusministerium Sachsen-Anhalt sowie die Deutsche Forschungsgemeinschaft. Bei mehreren neurowissenschaftlichen Fachzeitschriften gehört er seit einigen Jahren zu den Herausgebern, darunter Neurotoxicity Research (seit 1999), Neuroforum (seit 2007) und Behavioural Brain Research (seit 2008). Bei der Zeitschrift Neuropsychobiology gehört er seit 1994 zum Beirat, bei Frontiers in Neuroscience ist er seit 2007 Review Editor.
Rainer Schwarting ist verheiratet, das Ehepaar hat zwei Kinder. Er lebt und arbeitet in Marburg.

## Schriften
- mit N. Jegan und M. Wöhr: Situational factors, conditions and individual variables which can determine ultrasonic vocalizations in male adult Wistar rats. In: Behavioural Brain Research. 182, 2007, S. 208–222.
- mit M. Wöhr: Ultrasonic communication in rats: Can playback of 50-kHz calls induce approach behavior? In: PLoS One. 2, 2007, S. 1–12.
- mit V. Ludwig und Y. Mihov: Behavioral and neurochemical consequences of multiple MDMA administrations in the rat: role of individual differences in anxiety-related behavior. In: Behavioural Brain Research. 189, 2008, S. 52–64.
- mit C. Natusch: Using bedding in a test environment critically affects 50-kHz ultrasonic vocalizations in laboratory rats. In: Pharmacology Biochemistry and Behavior. 96, 2010, S. 251–259.
- mit M. T. Eckart und M. C. Hülse-Matia: Dorsal hippocampal lesions boost performance in the rat sequential reaction time task. In: Hippocampus. 22, 2012, S. 1202–1214.
- mit M. Wöhr: Testing social acoustic memory in rats: Effects of stimulus configuration and long-term memory on the induction of social approach behavior by appetitive 50-kHz ultrasonic vocalizations. In: Neurobiology of Learning and Memory. 98, 2012, S. 154–164.

## Belege
1. 1 2 3  Curriculum Vitae R. Schwarting auf der Webpräsenz der Neurowissenschaftlichen Gesellschaft
2. ↑  EpiMiRNA - 11,5 Millionen Euro für die Erforschung der Epilepsie (Seite nicht mehr abrufbar, festgestellt im Mai 2019. Suche in Webarchiven)  Info: Der Link wurde automatisch als defekt markiert. Bitte prüfe den Link gemäß Anleitung und entferne dann diesen Hinweis., Deutsche Gesellschaft für Neurologie 26. September 2013.

| Personendaten    | Personendaten                                 |
| ---------------- | --------------------------------------------- |
| NAME             | Schwarting, Rainer                            |
| ALTERNATIVNAMEN  | Schwarting, Rainer K. W.                      |
| KURZBESCHREIBUNG | deutscher Neuropsychologe und Hochschullehrer |
| GEBURTSDATUM     | 27. Juli 1955                                 |
| GEBURTSORT       | Berlin                                        |